# NGC 3067
NGC 3067 is een balkspiraalstelsel in het sterrenbeeld Leeuw. Het hemelobject werd op 7 december 1785 ontdekt door de Duits-Britse astronoom William Herschel.

## Synoniemen
- UGC 5351
- A 0955+32
- MCG 6-22-46
- KUG 0955+326
- ZWG 182.51
- IRAS 09554+3236
- PGC 28805